# Scoliciosporum chlorococcum
Scoliciosporum chlorococcum (ein etablierter deutscher Name existiert nicht) ist eine rindenbewohnende Flechte.

## Beschreibung

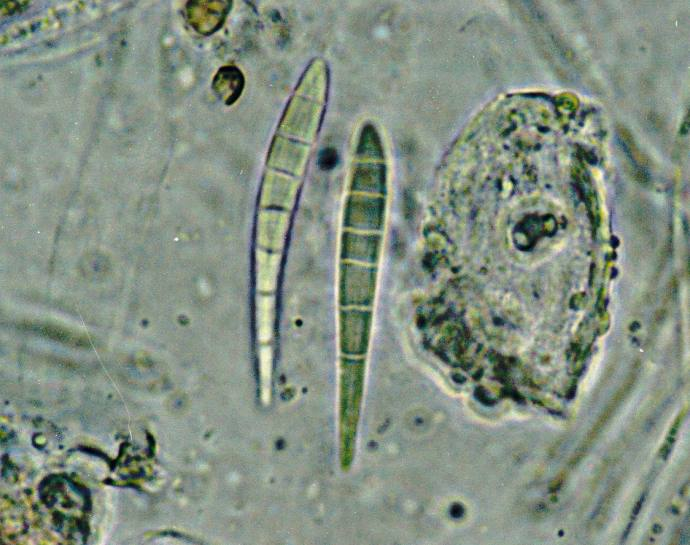
Sporen von Scoliciosporum chlorococcum

Scoliciosporum chlorococcum zählt zu den Krustenflechten, d. h. der Thallus liegt eng auf der Unterlage auf. Ihr Lager ist graugrün bis dunkelgrün und ähnelt epiphytischen Algen. Die randlosen, sehr kleinen, meist dunkelbraunen bis schwärzlichen Fruchtkörper sind Apothecien mit maximal 0,4 mm Durchmesser. Die lang spindelförmigen Sporen  (20–40 × 4–7 µm) sind meist 8-zellig.

## Verbreitung
Die Flechte wächst epiphytisch auf saurer Baumrinde, sowohl in Wäldern als auch auf freistehenden Bäumen. Neben sauren Immissionen erträgt sie auch Eutrophierung und ist neben Lecanora conizaeoides die am weitesten in Gebiete mit stärkerer Luftverunreinigung vordringende Art. Vorkommen sind aus Europa und Nordamerika bekannt.